# Heimdalargaldr
Heimdalargaldr (norrønt "Hejmdals galder") er et olnordisk digt om guden Hejmdal fra nordisk mytologi. Digtet nævnes i to bøger fra 1200-talsmanuskriptet Yngre Edda; Gylfaginning og Skáldskaparmál. Men bortset fra et enkelt fragtment på to linjer, der findes i Gylfaginning, bliver digtet betragtet som forsvundet.
I det bevarede fragtment kommenterer Hejmdal at han er søn af ni søstre.
I kapitel 8 af Skáldskaparmál, omtales digtet flere steder. En sektion nævner at Hejmdal emnet i et værk kaldet Heimdalargaldr, og at siden digtet "er hovedet blevet kaldt Hejmdals dommedag: menneskeheds dommedag er et udtryk for sværd."
Forskeren John Lindow har argumenteret for, at Heimdalargaldr må have givet information om Hejmdals gerninger, og at digtet sandsynligvis ville have givet information om Hejmdals ophav med en fødsels af ni mødre, og hvorfor et hoved kaldes "Hejmdals sværd".